# Stella e Marina
Stella (アオリ?, Aori) e Marina (ホタル?, Hotaru) sono un duo di personaggi immaginari della serie videoludica Splatoon. Introdotte nel 2015 in Splatoon, sono due cugine Inkling che assieme formano il duo pop idol delle Sea Sirens (シオカラーズ?, Shiokarāzu). Sono apparse da allora in tutti i capitoli della serie.
Sono considerate le mascotte di Splatoon e sono apparse in altri franchise come Super Smash Bros.. Hanno anche tenuto concerti dal vivo, in forma di ologrammi.

## Creazione e sviluppo
Stella e Marina sono state create per Splatoon, videogioco sparatutto per la Wii U pubblicato nel 2015. Fanno parte di un duo pop conosciuto come "Sea Sirens" e sono le giornaliste del Notiziario di Coloropoli. Il loro ruolo era quello di fornire aggiornamenti del gioco, rotazioni degli scenari della modalità multigiocatore e annunciare "Splatfest", ogni qual volta si avviava il gioco. Sono anche le cantanti fittizie dietro alcuni pezzi della colonna sonora del gioco, come "Calamari Inkantation". Il loro nome cambia a seconda della localizzazione del gioco: in inglese si chiamano "Callie" e "Marie" in riferimento alla parola italiana calamari, in italiano invece l'unione dei loro due nomi forma Stella marina.
Durante la progettazione dei personaggi, il team di sviluppatori non voleva creare delle tipiche idol giapponesi, ma idol più "irritabili", tipiche delle nazioni occidentali. Stella era stata pensata per invocare proprio l'immagine di una "cantante occidentale", mentre Marina più di una musicista folk che "mette i suoi pugni nelle canzoni". L'artista Seita Inoue voleva anche catturare una sensazione nostalgica "come quella di casa tua" che danno alcune idol durante programmi radio e show notturni, illustrandole come personaggi non ancora popolari. I design venivano concepiti originariamente da uno degli sviluppatori, che ha creato anche diversi personaggio non giocanti per il gioco, con Inoue che le illustrava successivamente. Quando stavano scrivendo Stella e Marina, il team è stato veramente attento al loro modo di esprimersi, con alcuni sviluppatori che provavano linee di dialogo ad alta voce per vedere se rappresentassero appieno una delle due ragazze o meno. In una delle prime bozze del gioco, le Sea Sirens dovevano essere Miko che ricevevano messaggi da "Dio". Questi "messaggi" dovevano essere onde sonore di conversazioni quotidiane, che viaggiavano dal nostro pianeta nei giorni nostri, a un altro pianeta, e poi di nuovo sulla Terra ai tempi di Splatoon, 12000 anni nel futuro. Il duo avrebbe ricevuto questi "messaggi", interpretandoli in modo errato e considerandoli messaggi divini di una entità superiore.

### Design
Diversi elementi del loro design sono stati intesi per riferire la loro natura "mollusca", come l'inchiostro sulle loro dita e le pupille, che assomigliano a quelle di un calamaro. Il trucco scuro intorno i loro occhi era invece un riferimento a quello utilizzato dai gruppi punk rock. Sono stati provati diversi outfit durante lo sviluppo, con elementi militari o casual. L'obiettivo era quello di differenziarle dal personaggio giocante. Anche diverse acconciature sono state prese in considerazione. Gli sviluppatori hanno infine scelto di andare per un look più elegante. Gli outfit finali hanno dei pattern ripetuti nei loro vestiti che ricordano i lustrini, descritti dagli sviluppatori come "semplici ma brillanti". Infine come piccolo dettaglio, è stato dato a Stella un neo sulla sua guancia sinistra, sotto l'occhio, e a Marina sulla guancia destra.

### Doppiaggio
Stella è doppiata da keity.pop, mentre Marina da Mari Kikuma. Le doppiatrice non si erano mai incontrate prima dell'audizione e non sapevano che i loro personaggi sarebbero stati un duo: l'unica cosa di cui erano a conoscenza è che l'audizione era per un gioco Nintendo. Durante l'audizione, hanno ricevuto dei testi incomprensibili che dovevano rappresentare la lingua fittizia degli Inkling. Il testo era accompagnato da note musicali ed è stato detto alla coppia di "riconoscere ciò che potevano" e ripeterlo al microfono. Dopo aver ricevuto il ruolo, lo stesso metodo dell'audizione si è ripetuto per i successivi doppiaggi, con le due doppiatrici che lavoravano l'una di fianco all'altra. keity.pop ha approcciato le canzoni nello stesso modo in cui parlava, senza alterazioni, mentre Kikuma si è focalizzata nei punti in cui voleva dare "più enfasi" alla melodia. Per immedesimarsi meglio nei personaggi, keity.pop si è messa del trucco simile a quello dei "musicisti occidentali", accompagnato con una minigonna e degli stivali della Dr. Martens rosa, mentre Kikuma ha ascoltato a musica folk ogni giorno.

## Biografia
Stella e Marina sono due cugine, nipoti di Capitan Seppia, nate nella Provincia di Echinia. Stella è la cugina più energetica e allegra, mentre Marina è più rilassata e tranquilla. Da giovani vinsero il premio "Concorso Annuale dei Giovani Cantanti" e, quando si trasferirono a Coloropoli, decisero di formare un duo Idol chiamato "Sea Sirens". Crebbero in popolarità e divennero le giornaliste di Coloropoli. In Splatoon, sotto le identità segrete di Numero 1 (1号?, Ichi-Gō) e Numero 2 (2号?, Ni-Gō), aiutarono Numero 3 a salvare loro nonno e recuperare il Gran Pescescossa, cantando "Calamari Inkantation". Durante ogni Splatfest, Stella e Marina presero parte a un team, facendo da rappresentatrici nel mentre che si esibivano dal vivo a Coloropoli. L'ultimo Splatfest fu Stella vs. Marina, mettendole contro, e i giocatori sono stati costretti a decidere fra le due. Marina vinse. Dopo lo Splatfest, il duo si separò: Marina andò a incontrare i genitori in campagna e, al suo ritorno, scoprì che Stella era stata ritenuta dispersa.
In Splatoon 2, due anni dopo il primo gioco, Marina arruola Numero 4 per cercare il Grande Pescescossa e sua cugina Stella. Stella si scopre essere proprio l'antagonista del gioco, sotto l'influenza di DJ Octavius, ma i due riuscirono a salvarla. Nell'ultimo Splatfest di Splatoon 2, Caos vs. Ordine, Stella entrò a far parte del Team Caos, mentre Marina nel Team Ordine.
In Splatoon 3, cinque anni dopo il secondo capitolo, Stella e Marina ritornano ad Alterna guidate dalla Capitana, la precedente Numero 3 di Splatoon. Il duo ha supportato la nuova Numero 3 per tutto il viaggio, Stella seguendola fisicamente mentre Marina rimanendo alla base. Durante la battaglia finale cantarono "Calamari Inkantation 3MIX" insieme al Trio Triglio. Le Sea Sirens ripresero a esibirsi a Coloropoli con l'uscita del primo contenuto scaricabile di Splatoon 3, ma non presero parte ad alcun nuovo Splatfest fino all'ultimo. Per l'ultimo Splatfest del gioco, il "Gran Festival", le Sea Sirens decisero di rappresentare il Team Passato e collaborarono con le Tenta Cool e il Trio Triglio, formando il supergruppo "Now Or Never Seven". Il Team Passato vinse l'evento.

## In altri media
Due costumi basati sulle Sea Sirens sono stati aggiunti a Super Mario Maker l'8 luglio 2016, insieme a un evento dedicato. I due abitanti aggiunti il 2 novembre 2016 ad Animal Crossing: New Leaf, Cecilia e Vicky, sono sempre basati sul duo.
Stella e Marina sono apparse anche come trofei d'assistenza e spiriti in Super Smash Bros. Ultimate, dove cantano uno di due spezzoni delle loro canzoni mentre la telecamera zooma sui personaggi, rendendo più semplice lanciare l'avversario fuori lo schermo. Sono stati introdotti nel 2020, come contenuto scaricabile a pagamento, dei costumi per Mii basati sul duo.
Per celebrare 1 milione di unità vendute di Splatoon in meno di un anno, un concerto olografico live della Sea Sirens è stato annunciato da Nintendo nel dicembre 2015. Il concerto si è tenuto il 30 gennaio 2016 a Chiba, in Giappone. Sono stati organizzati altri concerti in tutto il mondo, come a Parigi, in Francia, il 13 luglio 2016, e sono continuati fino al 2022, portando anche le Tenta Cool e il Trio Triglio, gli idol di Splatoon 2 e 3 rispettivamente. Alcuni concerti hanno avuto come guest star K.K. Slider della serie Animal Crossing come DJ.

## Accoglienza

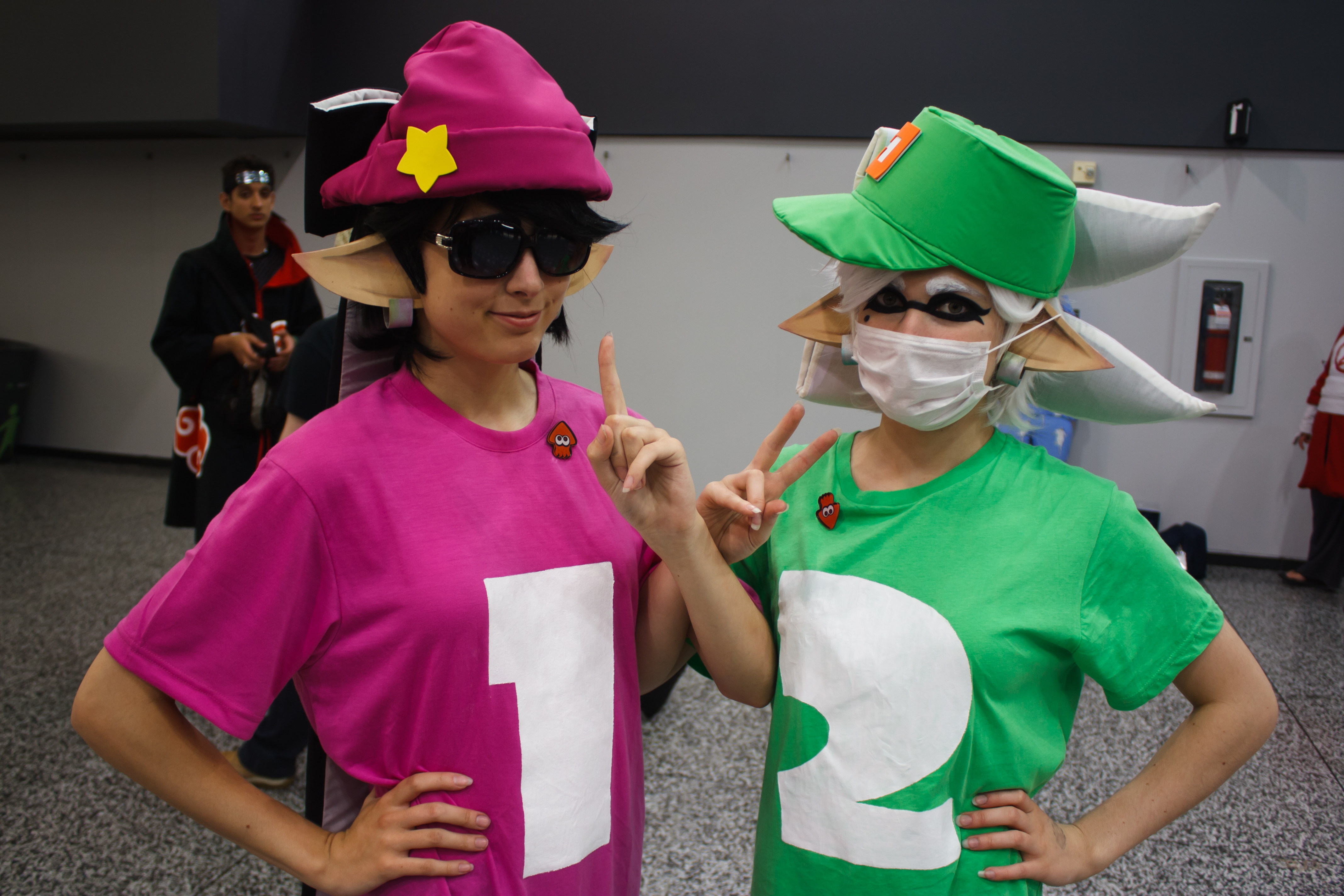
Due cosplayer di Stella e Marina al ComicCon 2016 di Montreal.

Stella e Marina hanno sono state accolte positivamente sia da parte dei fan che dei critici, tanto da essere considerate le mascotte della serie.

### Critica
Inizialmente i personaggi avevano recensioni miste da parte dei critici. Jose Otero di IGN ha detto che il videogioco sarebbe potuto "andare lo stesso senza le Sea Sirens", criticando i loro intermezzi all'avvio del gioco, che non potevano essere saltati. Al contrario Ryan Bates di GameRevolution scrisse che le Sea Sirens davano al giocatore una vera introduzione al videogioco. Le Sea Sirens erano incredibilmente popolari trai fan, e l'ultimo Splatfest ha causato tumulti a causa della scelta tra i due personaggi, con Allegra Frank di Polygon descrivendo l'evento come "quasi crudele". Lo staff di USGamer ha considerato il duo come due dei miglior personaggi Nintendo introdotti negli anni 2010, elogiando la loro musica e la chimica tra le due cugine. Anche se hanno riconosciuto che i personaggi che le hanno sostituite in Splatoon 2, Alga e Nori, erano davvero personaggi ben scritti, hanno deciso di "dare (il titolo) alle originali".
Le serie web Sea Sirens Stories è stata accolta positivamente dai fan e l'evento è stato paragonato a situazioni simili del mondo reale. Nadia Oxford di USGamer ha descritto l'evento come "tragicamente efficace" e "un vero pugno al cuore per chiunque abbia avuto una situazione simile con i suoi amici o nella sua relazione". L'influenza che tale serie ha avuto su Splatoon 2 è stata elogiata da Connor Sheridan di GamesRadar+, descrivendola come una "idea originale" e una "sorpresa piacevole", aggiungendo poi "Non so se il mio cuore possa reggere una guerra tra le Sea Sirens". Ci sono state molte speculazioni da parte dei fan sul futuro della serie e del duo, con la creazione di fanart e diverse teorie, ipotizzando anche la possibile morte di Stella. La serie web e l'utilizzo delle Sea Sirens per la promozione di Splatoon 2 è stata considerata una mossa di marketing virale ottima.
Per i concerti, le Sea Sirens sono state comparate alle vocaloid come Hatsune Miku, con Brittany Vincent di Shacknews che elogia la loro performance. Altre pubblicazioni, come Kotaku, hanno detto che le Sea Sirens sono ottime idol virtuali, e sono state riconosciute come icone pop da Polygon. Stella e Marina sono state utilizzate in studi sulla proiezione degli artisti musicali e i loro ologrammi dalla PUC-RS.

## Impatto culturale

### Merchandising
Dei peluche ufficiali di Stella e Marina sono stati creati dalla San-Ei e rivelati al Tokyo Game Show del settembre 2015, insieme ad altri peluche di due Inkling generici. I peluche sono poi stati distribuiti nel dicembre dello stesso anno. Nell'aprile 2016, Amiibo di Stella e Marina sono stati annunciati e distribuiti in coppia l'8 luglio 2016. Gli Amiibo sono stati ridistribuiti in onore alla pubblicazione di Splatoon 3 nel 2022. Durante l'ultimo Splatfest del primo capitolo, Nintendo ha pubblicato un'illustrazione alternativa per la copertina di Splatoon, come celebrazione e come modo per supportare il team scelto dai giocatori.